# Rédouane Asloum
Rédouane Asloum (ur. 1 lipca 1981 w Bourgoin-Jallieu) – francuski bokser, dwukrotny medalista mistrzostw Unii Europejskiej Madryt 2004 i Cetniewo 2008, olimpijczyk.

## Kariera amatorska
Asloum reprezentował Francję na igrzyskach olimpijskich w 2004.